# Relações entre China e Japão

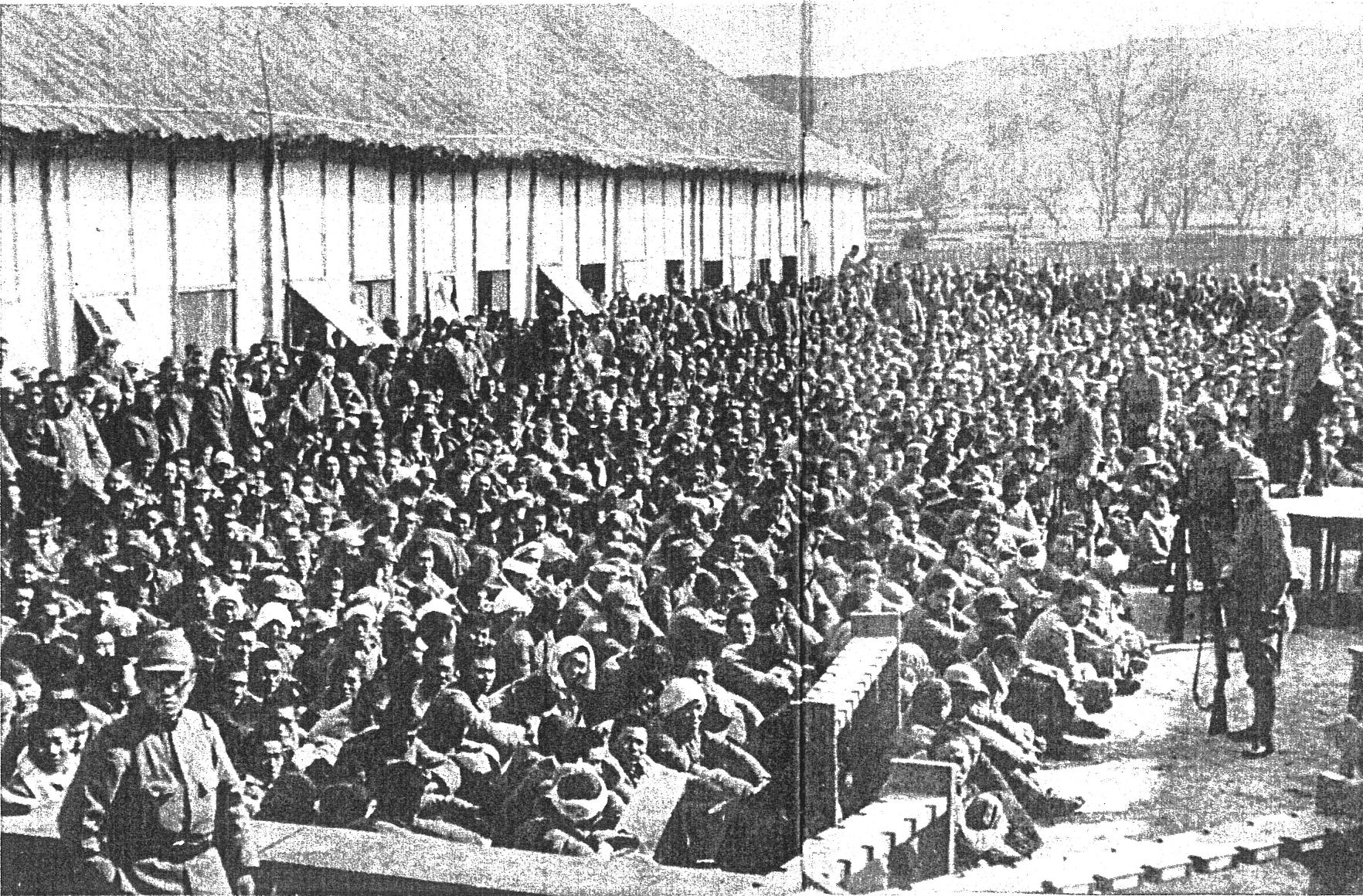
Uma parte dos prisioneiros chineses que foram acomodados pelas tropas japonesas em 16 de dezembro de 1937.

As relações entre China e Japão são as relações diplomáticas estabelecidas entre a República Popular da China e o Estado do Japão. As relações entre as duas nações têm sido relativamente cordiais desde 12 de setembro de 1979, quando houve o estabelecimento das relações diplomáticas entre Pequim e Tóquio.
Os dois países estão geograficamente separados apenas por um trecho relativamente estreito de mar. A China influenciou fortemente o Japão com o seu sistema de escrita, arquitetura, cultura, religião, filosofia e direito. Quando os países ocidentais forçaram o Japão a abrir o comércio, em meados do Século XIX, o Japão implementou uma modernização (Restauração Meiji), vendo a China como uma civilização antiquada, incapaz de se defender contra as forças ocidentais em parte devido às Guerras do ópio e às Expedições anglo-francesas desde 1840 até 1860. A longa corrente de invasões e crimes de guerra do Japão na China, entre 1894 e 1945, bem como a mentalidade atual do Japão em relação ao seu passado, são as principais questões que afetam as atuais relações sino-japonesas.

## História

### Pré-Guerra Mundial
China e Japão estão separados geograficamente somente por uma faixa marítima relativamente estreita. A China influenciou consideravelmente o Japão com seu sistema de caligrafia, arquitetura, cultura, filosofia e religião. Quando potências do Ocidente conduziram uma abertura do Japão ao comércio internacional no século XIX, o país voltou-se a modernização (Restauração Meiji), enxergando a China como uma sociedade antiquada incapaz de se defender de ameaças ocidentais especialmente por conta da derrota nas Guerras do Ópio. As inúmeras invasões e tentativas de expansão japonesas sobre o território chinês entre 1894 e 1945, bem como a postura japonesa com relação ao passado são as principais fontes de discordância contemporânea entre os dois países. 

### Guerra Fria
Após estabelecimento da República Popular da China em 1949, as relações com o Japão mudaram da hostilidade e ausência de contato para uma relação mais cordial e extremamente cooperativa em várias áreas. Japão foi derrotado na Segunda Guerra Mundial e o poder das forças armadas japonesas dissolvido, mas a China continuava a considerar o país vizinho como uma ameaça, principalmente devido a influência dos Estados Unidos. Um dos tópicos mais sensíveis nas relações entre os dois países é o temor publicamente expresso pelos chineses de uma eventual remilitarização do Japão. Por outro lado, autoridades japonesas consideram o rápido crescimento bélico da China nas décadas recentes. 
O Tratado de Amizade, Aliança e Assistência Mútua Sino-Soviético incluiu a provisão de que cada país deveria proteger o outro de um eventual "ataque japonês ou de qualquer outro Estado a ele aliado" e a China enxergava com preocupação o apoio japonês aos Estados Unidos durante a Guerra da Coreia. O Tratado de Cooperação Mútua e Segurança entre os Estados Unidos e o Japão também desestimulava estreitamento das relações entre os dois países. Em 1952, o Japão afastou-se ainda mais da cooperação com a China ao formular um tratado de paz com a República da China e estabelecer formalmente relações diplomáticas com a ilha.

### Década de 1970
Em dezembro de 1971, representantes chineses e japoneses começaram a discutir a possibilidade restaurar as relações comerciais entre os países e, em julho de 1972, Kakuei Tanaka sucedeu a Eisaku Satō como Primeiro-ministro do Japão. Tanaka assumiu uma normalização das relações japonesas com a China. Além disto, a visita de Nixon a China em 1972 estimulou a normalização dos laços entre os dois países. Sua visita a Pequim culminou na assinatura o tratado conjunto em 29 de setembro de 1972, restabelecendo as relações sino-japonesas. A China renunciou sua exigência de reparação de guerra do Japão. Os japoneses, por sua vez, concordaram sobre a condição política de Taiwan. Subsequentemente, a economia bilateral cresceu fortemente em ritmo acelerado entre os dois países. 
Em 5 de fevereiro de 1973, China e Japão concordaram em restabelecer os laços diplomáticos. No ano seguinte, iniciaram as negociações para um tratado de paz entre os dois países, progresso estagnado abruptamente em 1975. A China insistia na inclusão da cláusula de anti-hegemonia, contrariando claramente os interesses da União Soviética enquanto o Japão contestava a cláusula e mantinha uma postura de neutralidade na Ruptura sino-soviética.

## Comércio
A China e o Japão são, respectivamente, a segunda e terceira maiores economias do mundo. Em 2008, o comércio entre ambos chegou a 266,4 bilhões de dólares, um aumento de 12,5 por cento em 2007, tornando a China e o Japão os maiores parceiros comerciais mútuos. A China foi também o principal destino das exportações japonesas em 2009.

## Questões bilaterais sensíveis
O Ministério das Relações Exteriores da República Popular da China apontou alguns temas sensíveis das relações entre o Japão e a China:
1. Questões históricas
2. Questão de Taiwan
3. Questão das Ilhas Senkaku
4. Questão da cooperação de segurança Japão-Estados Unidos
5. Questão das reparações de guerra
6. Questão das armas químicas japonesas descartadas na China
7. Questão sobre as Coreias